# Зорсин
Зорсин — последний царь сираков, известный в 40-е годы по свидетельству римского историка Тацита. Столица Зорсина — город Успа (местоположение не установлено). Поддерживал боспорского царя Митридата VIII, смещённого римлянами. В 49 году потерпел поражение от римлян и их союзников аорсов, которые штурмом взяли Успу. После этих событий сираки в источниках более не упоминаются, а в степях Северного Кавказа вместо аорсов и сираков появляются аланы.